# Cryptamorpha bhutanensis
Cryptamorpha bhutanensis là một loài bọ cánh cứng trong họ Silvanidae. Loài này được Pal & Sen Gupta miêu tả khoa học năm 1979.